# Calumetite
La calumetite è un minerale.